# Clarence Barr
Clarence Barr (8 de junio de 1876-junio de 1968) fue un actor estadounidense que trabajó durante la era del cine mudo. Apareció en 90 películas entre 1912 y 1918. Interpretó a Abraham Lincoln en la película de 1918 Madam Who?

## Filmografía
- Black and White (1913)
- The Ranchero's Revenge (1913)
- Almost a Wild Man (1913)
- Madam Who? (1918)